# 大阪市交通局2201形電車
大阪市交通局2201形電車（おおさかしこうつうきょく2201がたでんしゃ）は、1954年に製造された、かつて大阪市交通局（大阪市電）に在籍していた路面電車車両である。

## 概要
2201形は、1954年12月に2201 - 2211の11両が、日立製作所、富士車輌、帝国車両で製造された。
車体は、前年登場した3000形と同型の新・大阪市電スタイルの全長約12.5mの前中ドア式、窓配置D5D4（D：客用扉、数字：側窓数）の中型車であるが、前面デザインは大きくリファインされて、後に2601形・3001形に継承された。但し、3000形とは逆に左側を系統幕、右側を方向幕として方向幕及び系統幕を拡大したものとなり、従来車より遠くから行先及び系統が判別できるようになった。また、内装は3000形とは異なりロングシートとなったほか、車内は半鋼製だったために当初はニス塗りで登場した。この他、側面の車掌台部分は、3000形同様の落とし込み式の下降窓で、このスタイルは2601形の1次車（2601 - 2620）まで継承された。
台車・電装品は、台車は弾性車輪つきの住友金属工業FS-57Aを装着し、電空単一のブレーキを装備したほか、制御装置は間接非自動制御のPC-201、電動発電機はCLG-303Cをそれぞれ搭載したが、モーターはSS-60（1時間定格出力45kW）を各台車に1基ずつ計2基搭載する吊掛駆動車となった。3000形同様の直角カルダン駆動の採用を見送ったのは、技術的な熟成度などを勘案してカルダン駆動車の導入は時期尚早と判断したためである。しかし、3000形の成果も採り入れて防音に留意していたことから、車輌課長の宮本政幸によって「防音電車」と命名された。
このように、吊掛駆動ながらも間接制御や新型台車などを採用した2201形は、横浜市電1500型や名古屋市電1800形などと同一レベルの車両として登場した。3000形の導入から見ると後退した印象を受けるが、一歩ずつ技術の熟成を待ち、実用レベルで最高級の技術を導入する姿勢が、後の3001形の成功につながることになる。

## 運用
2201形は今里車庫に配属され、同車庫のメインラインである5号系統（今里 - 上本町六 - 湊町駅前～境川町～玉船橋）、6号系統（今里 - 日本橋一 - 北浜二 - 淀屋橋 - 大阪駅）をはじめ、7号系統（福島西通 - 桜川二丁目 - 芦原橋 - 天王寺西門 - 百済）8号系統（阿倍野橋 - 下味原町 - 玉造 - 四ツ橋 - 本田町一）や27号系統（上本町六 - 大正橋 - 鶴町四：鶴町車庫が一時閉鎖していたので）などの系統にも投入された。
こうして登場した2201形であるが、性能を追求するあまりに、制御器が複雑な構造になったことと制御電圧が28Vと低かったことなどが故障の原因となっただけでなく、直接制御とエアブレーキだけの従来車に慣れていた運転手が間接非自動制御で電空単一ブレーキの2201形の運転操作に戸惑ってしまい、事故を続発させてしまったことから、保守・運転の両面で問題を抱えた2201形に対して労働組合から改善要求が出されてしまった。その後、今里車庫が浸水被害にあった際に制御器が浸水したことから、制御器を直接制御のKR-8に換装し、併せて電空単一ブレーキはエアブレーキのみとなり、モーターはSS-60からパワーダウンしたSS-50（1時間定格出力37.5kW）に取り替えられ、弾性車輪も通常の車輪に変更されるなど、先に登場した2101形と変わりのない性能の車両となってしまった。しかし、2201形の間接制御車時代のトラブルは、間接制御車の運転と保守のうえで貴重なデータを提供したことから、2201形自体はダウングレード化されたとはいえ、決して無駄ではなかった。

## ワンマン改造
2201形はその後も今里車庫に配属されていたが、1965年12月26日から港車庫担当の23号系統（港車庫前 - 川口町 - 北浜二 - 京阪東口 - 東野田 - 都島本通 - 都島車庫前）がワンマン化された際に、全車が港車庫に転属の上、2601形14両とともにワンマン改造を実施された。改造時にツーマンカーと区別するために水色の帯を巻き、出入口に案内表示灯、前中ドア間にスピーカー、前面にバックミラーをそれぞれ取り付けて、ビューゲルに換えてZパンタを装備するなど、ワンマン運転向けの改造を施された。2601形ワンマン改造車ともども大阪市電唯一のワンマンカーとして活躍を続けたが、1968年5月に京阪東口 - 港車庫前間が廃止されることによってワンマンカーの運転は終了し、2201形は休車状態で都島車庫に保管されたが、市電全廃直前の1969年3月に全車廃車された。同じワンマンカー改造車でも2601形からの改造車は廃車後広島電鉄に移籍して900形となったが、2201形には譲渡車は無かった。
廃車後は、2201号がワンマンカー第1号車であることを記念して、保存車として森之宮車両工場に保管されたほか、学校や公共施設に払い下げられた車両もあった。現在では、2201号のみが現存しているがイベント開催時以外は非公開となっている。